# Wesley C. Salmon
Wesley Charles Salmon (Detroit, 9 agosto 1925 – Contea di Madison, 22 aprile 2001) è stato un filosofo statunitense, noto per i suoi contributi sulla natura della spiegazione scientifica e sulla teoria della conferma.
Sotto l'influenza dell'empirismo logico, in particolare del lavoro di Carl Hempel, la maggior parte dei filosofi aveva visto la spiegazione scientifica come affermazione di regolarità, ma non identificando le cause. Per sostituire il modello statistico-induttivo proposto da Hempel, Salmon ha introdotto il modello di rilevanza statistica ( modello di SR), e ha proposto il criterio di massima specificità massima per integrare l'altra componente del modello di legge di copertura, il modello nomologico-deduttivo (o modello a legge di copertura).

## Istruzione e carriera accademica
Salmon ha frequentato la Wayne State University, ha successivamente conseguito un master nel 1947 presso l'Università di Chicago . Alla UCLA, sotto la supervisione del filosofo Hans Reichenbach, Salmon ha conseguito un dottorato in filosofia nel 1950. Stette alla facoltà della Brown University dal 1955 al 1963, entrò poi a far parte del Dipartimento di Storia e Filosofia della Scienza dell'Università dell'Indiana Bloomington dove Norwood Russell Hanson fu professore, nel 1973 si trasferì all'Università dell'Arizona con la moglie Marilee, anche lei filosofa della scienza. Salmon lasciò l' Università dell'Arizona per raggiungere il Dipartimento di Filosofia dell'Università di Pittsburgh nel 1981, qui fu professore fino al 1983, succedendo a Carl Hempel; andò in pensione nel 1999.
Salmon è stato autore di oltre 100 articoli. Il suo libro di testo introduttivo Logic è stato uno classico, ristampato in più edizioni e tradotto in diverse lingue, tra cui cinese, francese, tedesco, italiano, giapponese e spagnolo. Salmon è stato presidente della Philosophy of Science Association dal 1971 al 1972 e presidente della divisione "Pacific" dell'American Philosophical Association dal 1977 al 1978. Nel 1988, presso l'Università di Bologna, per il 900 ° anniversario dell'ateneo, tenne una serie di quattro lezioni dal titolo "Quattro decenni di spiegazione scientifica"; dopo aver seguito corsi di italiano presso l'Università di Pittsburgh, Salmon giunse a padroneggiare l'italiano a tal punto da poter tenere conferenze in diversi altri atenei italiani. Dal 1998 al 1999 è stato presidente dell'Unione Internazionale di Storia e Filosofia della Scienza, sponsorizzata dall'UNESCO. Salmon era un membro dell'American Academy of Arts and Sciences. Morì nel 2001 in un incidente d'auto mentre era in viaggio con la moglie Merilee, che rimase illesa.

## Teoria della conferma
A partire dal 1983 Salmon si interessò al problema della scelta delle teorie scientifiche, dove cercò di risolvere il conflitto tra la visione empirista logica e la prospettiva storica kuhniana. Sostenne che la tesi di Kuhn esposta nel 1962 nell'opera La struttura delle rivoluzioni scientifiche fosse stata largamente fraintesa - secondo Salmon, Kuhn non intendeva dire che il cambiamento della teoria scientifica è irrazionale ma semplicemente relativo alla comunità scientifica in cui si verifica il cambiamento - Salmon credeva che l'approccio bayesiano, il quale quantifica il processo decisionale tramite probabilità soggettiva, sarebbe potuto essere utile nel tentativo di colmare il divario tra le due prospettive.